# Ankaran
Ankaran este o localitate din comuna Ankaran, Slovenia, cu o populație de 2.984 de locuitori.